# Agraylea sexmaculata
Agraylea sexmaculata – chruścik z rodziny Hydroptilidae. Larwy zasiedlają jeziora i rzeki. Budują małe domki, zbudowane z przędzy i glonów nitkowanych. Od pokrewnego gatunku (Agraylea multipunctata) różnią się ciemnymi plamkami na głowie i sklerytach tułowia.
Zasiedla całą Europę, występuje w jeziorach i roślinności rzek, w Polsce występuje na pojezierzach ostatniego zlodowacenia (Pojezierze Pomorskie, Pojezierze Mazurskie), limnebiont.
Imagines spotykane nad jez. Mikołajskim i Śniardwy (Botosaneanu 1960, Kumanski 1975) oraz jeziorami Wielkopolski (Jaskowska 1961). W Finlandii jest gatunkiem rzadkim, występuje w jeziorach i stawach, Bagge 1987b), w jeziorze Konnevesi występuje mniej licznie od A. multipunctata. Imagines spotykane nad jeziorami okolic jez. Ładoga, na Łotwie gatunek bardzo rzadki, spotykany nad jeziorami eutroficznymi i mezotroficznymi i wodami wolno płynącymi. W Niemczech występuje w limnalu. W Irlandii imagines spotykane nad małymi stawami, zaś w Wielkiej Brytanii nad jeziorami stawami i wolno płynącymi wodami. W Holandii występuje mniej licznie niż A. multipunctata, larwy występują w osoce płycej niż A. multipunctata. Imagines spotykane nad jez. Balaton, w dolinie Wołgi i na Kaukazie pospolicie w zbiornikach równinnych i jeziorach górskich, wykazuje szerokie preferencje ekologiczne.